# 尖苞罗伞
尖苞罗伞（学名：Brassaiopsis spinibracteata）为五加科罗伞属的植物，为中国的特有植物。分布于中国大陆的广西、贵州等地，生长于海拔1,100米至1,500米的地区，多生长在石灰岩石山地，目前尚未由人工引种栽培。

## 别名
尖苞柏那参（植物分类学报增刊）、尖苞掌叶树（广西植物名录）